# Sissal
Sissal Jóhanna Norðberg Niclasen, nota semplicemente come Sissal (Tórshavn, 13 febbraio 1995), è una cantante faroese.
Ha rappresentato la Danimarca all'Eurovision Song Contest 2025 con il brano Hallucination, classificandosi al ventitreesimo posto.

## Biografia
Sissal annovera fra le sue ispirazioni musicali la cantante norvegese Dagny e la svedese Robyn. È salita alla ribalta nel 2005, anno in cui ha vinto il concorso di canto per bambini faroese Nósa Barnaprix con l'inedito Summarið er komið. Nel 2010 ha vinto il concorso canoro annuale Ársins Songrødd.
Nel 2020 si è trasferita a Copenaghen per avviare la sua carriera musicale internazionale. A febbraio 2025 è stata annunciata fra gli otto partecipanti all'annuale Dansk Melodi Grand Prix con il brano inedito Hallucination. Il voto combinato di giuria e pubblico le ha garantito la vittoria e, di conseguenza, la possibilità di rappresentare la Danimarca all'Eurovision Song Contest 2025 a Basilea. È la seconda artista faroese a cantare sul palco del festival europeo dopo Reiley, rappresentante danese nel 2023. Nella gara di maggio, si è qualificata per la finale, riportando la Danimarca in finale all'Eurovision per la prima volta dal 2019, chiude al 23º posto su 26 paesi con 47 punti totalizzati.

## Discografia

### EP
- 2025 – Hear Me Now

### Singoli
- 2024 – Deep End
- 2024 – Far from Sober
- 2024 – Hear Me Now
- 2025 – Hallucination